# 천사와 악마
천사와 악마(영어: Angels and Demons)는 댄 브라운의 2000년 소설. 일루미나티라는 비밀결사와 로마 교황청 간의 갈등을 둘러 싼 미스테리 소설이다. 다빈치 코드와 같은 주인공인 로버트 랭던이 등장한다. 배경은 유럽 입자 물리 연구소(CERN)와 로마 곳곳의 성당들이다.
소설에서는 다빈치 코드 이전의 내용이지만, 영화에서는 다빈치 코드 속편으로 다뤄진다.
대한민국에서는 《다빈치 코드》의 성공 이후 번역되어 많은 관심을 받았다.

## 등장인물
이 소설은 로버트 랭던과 비토리아 베트라라는 두 인물이 CERN의 세계 최대 입자가속기인 거대 하드론 충돌기(LHC)에서 생산된 반물질의 힘으로 바티칸을 파괴하려는 일루미나티를 막으려는 내용이다. 배경은 바티칸 시티와 로마이다.
(아래 내용은 영문 위키백과의 내용을 옮긴 것임)
- 로버트 랭던 (Robert Langdon) - 하버드 대학 기호학 교수이며 본 소설의 주인공. 레오나르도 페트라 신부 살해사건의 조사를 돕기 위해 CERN으로 불려온다. 치노바지, 터틀넥, 트위드자켓을 입은 것으로 묘사됨. 그의 이름은 일루미나티 앰비그램의 디자이너인 드렉셀 대학교의 존 랭던(John Langdon) 교수의 이름에서 따 왔음.
- 레오나르도 베트라 (Leonardo Vetra) 신부 - CERN의 과학자이자 신부. 하사신에 의해 살해되었을 당시 반물질 연구를 하고 있었음. 비토리아의 양아버지이기도 함.
- 비토리아 베트라 (Vittoria Vetra) - 베트라 신부의 수양딸. 양아버지와 마찬가지로 CERN에서 일한다. 연구 주제는 생물학과 물리학. 작품 초반에 밝혀지기를, 아버지와 함께 반물질 연구를 하고 있다.
- 카를로 벤트레스카 (Camerlengo Carlo Ventresca) - 교황 선거 기간 중의 바티칸 재무관 (교황의 명예 시종). 교황을 살해하는데, 후에 자신의 아버지였음이 드러나자 충격을 받아 스스로 몸에 불을 질러 자살함. 소설 속에서 암살자와 거래할 때, 로마신화의 시작과 끝의 신의 이름을 따 '야누스'라는 이름을 사용함.
- 사베리오 모르타티 추기경 (Cardinal Saverio Mortati) - 교황 선거인단의 최고 추기경이자 추기경 총회(College of Cardinals)의 수장. 선대 교황의 시성(諡聖) 조사역. 교황 후보인 4명의 추기경 모두 죽자 다음 교황으로 선출됨.
- 올리베티 사령관 (Commander Olivetti) - 스위스 근위병의 지휘관. 하사신과 대면하기 전까지는 랭던과 비토리아의 주장에 회의적이었음. 다른 스위스 근위병들과 함께 바티칸 어딘가에 숨겨진 도난당한 반물질을 필사적으로 찾는다. 산타마리아 델라 비토리아 성당에서 암살자에게 살해됨.
- 로체 대위 (Captain Rocher) - 올리베티 대장 다음 서열의 지휘관. 막시밀리안 콜러로부터 일련의 사건들의 진짜 동기에 대해 듣게 된다. 일루미나티의 일원으로 오인받아 차트란드 중위에게 사살됨.
- 암살자 (Hassassin) - '야누스'가 그의 계획을 완성하기 위해 고용한 킬러. 소설속에서 여성에게 가학심리를 가진 중동인으로 묘사됨. 레오나르도 베트라 신부, 교황 후보들, 올리베티 대장을 살해함. 카스텔 산 안젤로(천사의 성)에서 랭던에게 떠밀려 추락, 아래에 쌓여 있던 대포알 더미에 등을 부딪혀 죽는다.
- 막시밀리안 콜러 (Maximilian Kohler) - CERN의 책임자. 장애(마비)에도 불구하고 CERN에서 두려운 존재. 그의 휠체어에는 컴퓨터, 전화기, 호출기, 비디오 카메라, 그리고 총과 같은 기기가 내장되어 있다. 그의 친구인 레오나르도 베트라 신부를 살해한 범인을 찾기 위해 랭던을 부른다. 그는 신앙심이 깊은 그의 부모가 어린 그에 대한 의료행위를 거부했기 때문에 자신에게 장애가 온 것이라 생각하여 교회에 반감을 갖게 되었으며, 그 보복의 일환으로 과학자가 된다. 마지막에 바티칸을 방문해 궁무처장에게 레오나르도 베트라 박사를 죽인 이유를 듣고 자백시키려 하였으나 카를로 벤트레스카 궁무처장이 자신의 가슴에 마지막 낙인을 스스로 찍고, 그의 비명소리에 놀라 뒤따라온 스위스 근위병들의 오해로 인해 사살당함.
- 건서 글릭(Gunther Glick)과 치니타 마크리(Chinita Macri) - BBC의 리포터와 카메라맨. 바티칸에서 일어나고 있는 사건들에 관하여 하사신에게 듣는다. 글릭은 선정적이고 음모론적인 보도로 악명높다. 한편, 마크리는 글릭에게 꼼짝 못하는 베테랑 카메라맨. 모르타티를 교황으로 선출하게 되는 콘클라베 시작부터 소설 속의 사건들에 대한 직접적 정보를 갖고 있다.
- 차트란드 중위 (Lieutenant Chartrand) - 젊은 스위스 근위병. 그는 올리베티 대장과 로처 대위와 함께 바티칸 모처에 숨겨진 반물질을 필사적으로 찾아다닌다. 로체 대위가 일루미나티의 일원이라 오인하고 그를 사살한다. 소설의 결말부에서, 새로 선출된 교황이 '일루미나티 다이아몬드'를 랭던에게 전달하는 사자로 그를 보낸다.
- 에브너 추기경 (Cardinal Ebner) - 독일 프랑크푸르트에서 온 교황 후보. 입에 먼지와 흙이 채워져 질식사함.
- 라마세 추기경 (Cardinal Lamassé) - 프랑스 파리에서 온 교황 후보. 폐에 구멍이 뚫려 살해됨.
- 가이드라 추기경 (Cardinal Guidera) - 스페인 바르셀로나에서 온 교황 후보. 매달려 불에 태워져 살해됨.
- 바치아 추기경 (Cardinal Baggia) - 이탈리아 밀라노에서 온, 교황 선출이 유력시되는 후보. 물에 잠겨 익사함.
- 실비 바우델로크 (Sylvie Baudeloque) - 막시밀리안 콜러의 비서.

## 작품 속의 일루미나티
일루미나티는 중세 시대 때 조직된 비밀 결사단체로 책에서는 반물질을 통해 바티칸을 파괴하려고 한다. (아래 내용은 소설의 내용이며 현실과 관련 없음. 이 단체에 대한 사실들은 일루미나티로 통합.)
인류 역사가 시작될 때부터 과학과 종교간에는 깊은 골이 있었는데, 16세기에 이르러 로마의 한 단체가 교회에 맞서게 된다. 당시 이탈리아에서 가장 뛰어난 지성을 갖춘 물리학자, 수학자, 천문학자들이 비밀 회합을 갖고, 교회가 그릇된 가르침을 전파하는 것을 우려해 세계 최초의 과학자 집단을 만들고 스스로를 '계몽된 사람들'이라고 불렀는데 이것이 일루미나티이다.
갈릴레오(참고: 역사적으로는 1642년 사망)가 체포된 후 일루미나티(참고: 역사적으로는 1776년 설립되었고, 갈릴레오 사후 100년 이상 시차가 있음) 소속 과학자 네 명도 신원이 파악되어 가슴에 낙인이 찍히는 고문을 받으며 잔혹하게 살해되었다. 가톨릭이 점점 숨통을 죄어 남은 과학자들은 이탈리아를 떠나 지하세계로 들어갔다. 그리고 가톨릭 교회에서 핍박받던 신비주의자, 연금술사, 이슬람교도, 유대교도들과 섞이게 되었고 시간이 지나면서 반 기독교적 단체로 변했으며 복수를 계획하며 세력을 확장한다.

## 사실과 다른 내용
이 책의 첫판은 잘 못 사용한 이탈리아어 뿐 아니라 로마 내 장소들의 위치에 관한 많은 오류를 담고 있었다. 다음판에서 언어적 오류의 몇가지는 수정되었다.
이 책은 수많은 허구의 전문가들을 내세워 과학, 기술, 그리고 역사적 문제들을 설명하고 있는데, 비평가들이 그러한 오류를 지적하였다. 반물질에 관해 다루는 대목을 예로 들면, 이 책에서는 실질적으로 효과적일 만큼의 반물질을 제조할 수 있으며 반물질은 무한한 에너지의 근원인 것으로 가정하고 있다. 그러나 CERN(유럽 입자 물리 연구소)은 이 책에 관해 펴낸 FAQ에서 반물질은 만드는 데 들어가는 에너지가 생산되는 에너지를 초과하므로 에너지원으로 사용될 수 없다고 밝혔다. 이 문서는 또한 일부 독자들이 CERN이 인터넷을 발명하였다고 오해하였음을 지적하고 있다. 실제로 Tim Berners-Lee와 CERN의 작은 한 팀이 --- 후일 월드와이드웹으로 발전하는 --- hypertext transport protocol (http:)을 발명하였으며, 인터넷은 미국의 DARPA에서 개발하였다. 영문판에서 소설 속 인물인 막시밀리안 콜러가 CERN이 웹을 발명했다고만 주장하고 있으며, 이 책은 절대 CERN이 인터넷을 발명했다고는 쓰지 않았다. 또 다른 예로서 일루미나티를 들 수 있는데, 이 책은 일루미나티가 1500년경 조직되었으며 갈릴레오 갈릴레이 등이 회원이었다고 주장하고 있다. 그러나 실제로 일루미나티는 1776년 조직되었으며 갈릴레오 갈릴레이는 1642년에 사망하였으므로 둘 사이에는 100년여의 시차가 있다.
미국의 다큐멘타리 채널인 The History Channel에서 Angels & Demons Decoded라는 다큐멘타리를 이 소설 원작의 영화 개봉에 조금 앞선 2009년 5월 10일에 방영했다. 이 다큐멘타리는 이 소설의 사실과 다른 점 및 여러 가지 배경을 밝히고 있다. 예를 들어, 한 CERN 관계자는 지난 20년간 겨우 100억분의 1 그램의 반물질이 만들어졌는데 그 폭발력은 폭죽 하나와 맞먹을 정도이며 소설에 묘사된 것과 같은 위력과는 크게 거리가 있다고 밝히고 있다.

## 같이 보기
- 잔 로렌초 베르니니

## 참고 문헌
- Burstein, Dan (ed). Secrets of Angels & Demons: The unauthorized guide to the bestselling novel, 2004, CDS Books. ISBN 1-59315-140-3, Collection of many essays by world-class historians and other experts, discussing the fact & fiction of the novel
- Angels and Demons Draws Tourists to Rome, January 20, 2005, NPR
- CERN's own page about fact and fiction in the novel
- Angels and Demons Movie News Site
- Path of Illumination (with photos of the places of Angels & Demons)
- Dan Brown's own page
- Book 'Antimatter, The Ultimate Mirror' ISBN 978-0521893091